# Bad Dreams (песня)
«Bad Dreams» (с англ. — «Плохие сны») — песня американского певца и автора-исполнителя Тедди Свимса. Она была выпущена 13 сентября 2024 года на лейбле Warner Records в качестве первого сингла из предстоящего проекта. «Bad Dreams» последовала за коммерчески успешными «Lose Control» и «The Door».

## История
Песня «Bad Dreams» была выпущена после выступления на церемонии MTV Video Music Awards 2024, где Свимс исполнил попурри из «Lose Control», «The Door» и кавер-версии «Stay» (2012) Рианны и соавтора песни Микки Экко. В песне говорится о «глубоких чувствах», возникающих из-за разбитого сердца и боли, которые приводят к дезориентации и бессоннице.

## Отзывы
Ана Эскобар Ривас из Los 40 считает, что песня содержит «душевную сущность» всех его самых страшных кошмаров, а также страданий «от бессонницы» из-за ночного сна без возлюбленной. Бритт Мэй из Melodic считает, что Свимс выпустил «зажигательный новый сингл», который «развивает импульс» его предыдущих мировых хитов.

## Чарты

### Еженедельные чарты
| Чарт (2024-2025)                           | Высшая позиция |
| ------------------------------------------ | -------------- |
| Австралия (ARIA)                           | 23             |
| Австрия (Ö3 Austria Top 40)                | 27             |
| Бельгия/Фландрия (Ultratop 50)             | 2              |
| Бельгия/Валлония (Ultratop 50)             | 5              |
| Канада (Billboard Canadian Hot 100)        | 24             |
| Канада (Billboard AC)                      | 24             |
| Канада CHR/Top 40 (Billboard)              | 17             |
| Канада Hot AC (Billboard)                  | 15             |
| СНГ (TopHit Airplay)                       | 3              |
| Чехия (Rádio — Top 100)                    | 5              |
| Чехия (Singles Digitál Top 100)            | 77             |
| Германия (GfK)                             | 13             |
| Мир (Billboard Global 200)                 | 26             |
| Ирландия (IRMA)                            | 8              |
| Литва (AGATA)                              | 7              |
| Литва Airplay (TopHit)                     | 1              |
| Нидерланды (Dutch Top 40)                  | 2              |
| Нидерланды (Single Top 100)                | 4              |
| Новая Зеландия (RMNZ)                      | 16             |
| Норвегия (VG-lista)                        | 11             |
| Польша (Polish Airplay Top 100)            | 1              |
| Польша (Polish Streaming Top 100)          | 10             |
| Россия Airplay (TopHit)                    | 12             |
| Швеция (Sverigetopplistan)                 | 8              |
| Швейцария (Schweizer Hitparade)            | 14             |
| Великобритания (OCC UK Singles)            | 6              |
| США (Billboard Hot 100)                    | 30             |
| США (Billboard Adult Alternative Songs)    | 2              |
| США (Billboard Adult Contemporary)         | 13             |
| США (Billboard Adult Pop Airplay)          | 6              |
| США (Billboard Pop Airplay)                | 8              |
| США (Billboard Rock & Alternative Airplay) | 27             |
| Мир (World Single Chart, Mediatraffic)     | 21             |

## Сертификации
| Регион                                                                      | Сертификация  | Продажи |
| --------------------------------------------------------------------------- | ------------- | ------- |
| Австралия (ARIA)                                                            | Платиновый    | 70 000  |
| Австрия (IFPI Austria)                                                      | Золотой       | 15 000  |
| Канада (Music Canada)                                                       | Платиновый    | 80 000  |
| Дания (IFPI Danmark)                                                        | Золотой       | 45 000  |
| Франция (SNEP)                                                              | Платиновый    | 200 000 |
| Нидерланды (NVPI)                                                           | Платиновый    | 93 000  |
| Новая Зеландия (RMNZ)                                                       | Золотой       | 15 000  |
| Польша (ZPAV)                                                               | Золотой       | 25 000  |
| Португалия (AFP)                                                            | 2× Платиновый | 20 000  |
| Испания (PROMUSICAE)                                                        | Золотой       | 30 000  |
| Великобритания (BPI)                                                        | Платиновый    | 600 000 |
| США (RIAA)                                                                  | Золотой       | 500 000 |
| Данные о продажах + прослушиваниях приведены только на основе сертификации. |               |         |